# MDMA
Ne doit pas être confondu avec MDA, MDEA, MDMC ou Méthamphétamine.
«  Ecstasy » redirige ici. Pour les autres significations, voir Ecstasy (homonymie).
La MDMA, parfois appelé ecstasy, est une amine sympathicomimétique, molécule de la classe des amphétamines. L'acronyme MDMA est une forme courte du nom complet 3,4-méthylènedioxy-N-méthylamphétamine. L'anglicisme ecstasy est au départ le nom de pilules composées majoritairement de ce psychostimulant.
Puissant sympathicomimétique et sérotoninergique, la MDMA est souvent utilisée comme drogue, vendue alors sous forme de cristaux (souvent impurs) ou de pilules sous le nom d'ecstasy (de teneur variable en principe actif). Souvent, ces produits ne contiennent pas uniquement de la MDMA mais aussi des molécules proches telles que des sous-produits de synthèse (MDA ou MBDB) ou des analogues de synthèse comme la méthylone.
La MDMA est un stimulant du système nerveux central qui possède des caractéristiques psychotropes particulières, qualifiées par certains auteurs d'entactogènes,.
C'est également un puissant sérotoninergique, ce qui le transforme à fortes doses, ou en cas d'usage régulier, en un neurotoxique. Elle est particulièrement répandue dans le milieu festif.
La MDMA est classée comme stupéfiant en France, et listée sur la convention sur les substances psychotropes de 1971.

## Historique
La MDMA est synthétisée pour la première fois en 1912 par Anton Köllisch, chimiste travaillant pour les laboratoires Merck à Darmstadt, en Allemagne, qui la fait breveter en 1914. Merck voulait éviter un brevet existant détenu par Bayer pour un hémostatique : l’hydrastinine. Köllisch met au point une préparation d’un analogue de l’hydrastinine, la méthylhydrastinine, à la demande de ses collègues de laboratoire, Walther Beckh et Otto Wolfes. La MDMA (appelée méthylsafrylamine, safrylméthylamine ou N-Méthyl-α-Méthylhomopipéronylamine dans les rapports de laboratoire de Merck) était un composé intermédiaire dans la synthèse de la méthylhydrastinine. Merck ne s’intéressait pas à la MDMA elle-même à l’époque. La MDMA n'a pas été testée sur des êtres vivants par Merck, et les brevets et archives de l'époque n'indiquent pas qu'elle ait été d'intérêt comme anorexigène ou stimulant. Le mythe que la MDMA ait été utilisée par l'armée allemande pendant la Première Guerre mondiale n'est pas soutenu dans la littérature, et pourrait venir d'une confusion avec l'usage de la méthamphétamine  pendant la Seconde Guerre mondiale,,.
En 1953, l'armée américaine s'y intéresse, sous le nom EA-1475, dans le cadre du projet MK-Ultra. À cause du manque de résultat, ces recherches s'arrêtent avec le projet dans les années 1960 et les études sont rendues publiques en 1969.
Alexander Shulgin s'y intéresse, à partir de 1965, en réalisant lui-même la synthèse en 1976 et publie en 1978 avec David E. Nichols les impressions issues de l'usage de la MDMA. À la suite de cette publication, la MDMA se popularise et devient disponible dans la rue. Elle sera progressivement prohibée dans la plupart des pays à partir du milieu des années 1980 et listée à la convention sur les substances psychotropes de 1971.
En 1983, Ralph Metzner invente le terme empathogène — qui génère l'empathie — pour qualifier les effets spécifiques de la MDMA. En 1986, David E. Nichols et Alexander Shulgin créent le terme entactogène Modèle:Oncise comme alternative à empathogène à qui ils reprochent l'association éventuelle avec la racine pathogène.
Présentant un faible coût et réputée inoffensive, son utilisation comme drogue récréative s'est banalisée dans les sociétés occidentales dans des contextes festifs dans les années 1990. Cette substance est souvent associée au milieu techno bien qu'elle soit consommée dans tous les milieux festifs depuis les années 2000. En France, en 2010, on estime le nombre d’expérimentateurs d’ecstasy à environ 1,1 million et les usagers actuels à environ 150 000. Parmi les personnes âgées de 15 à 64 ans, 2,6 % déclarent ainsi avoir déjà consommé l’ecstasy au cours de leur vie, mais seulement 0,3 % l’a fait au cours de l’année (usage actuel). Comme pour la plupart des autres drogues illicites, les hommes sont plus nombreux à avoir déclaré expérimenter l’ecstasy (3,8 % contre 1,3 % des femmes). L’attrait pour l’ecstasy apparaît en légère baisse en France par rapport au milieu des années 2000, avant que sa consommation sous forme de comprimés ne connaisse un renouveau en 2013-2014 (la proportion de consommateurs d'ecstasy et de MDMA y est passée de 0,3 % à 0,9 % de la population des 18-64 ans), ce retour en grâce s'inscrivant « dans la continuité de l'engouement déjà rencontré depuis trois ou quatre ans par la poudre ou les cristaux de MDMA, le principe actif de l'ecstasy ».

## Chimie

### Structure
La molécule de MDMA est formée d'un système bicyclique 1,3-benzodioxole sur lequel se greffe une chaîne latérale ramifiée comportant une fonction amine secondaire. On retrouve la même structure dans plusieurs molécules psychoactives aux effets similaires (MDA, MDEA, MBDB, etc.) en faisant simplement varier le substituant sur l'atome d'azote.
L'atome de carbone qui porte la fonction amine est un centre asymétrique qui fait de la MDMA une molécule chirale dont il existe deux énantiomères :
- R(–)-3,4-méthylènedioxy-N-méthylamphétamine[19] ;
- S(+)-3,4-méthylènedioxy-N-méthylamphétamine[20].

### Synthèse
Il existe de nombreuses synthèses de la MDMA. Dans une publication de 1986, Alexander Shulgin en recensait déjà six et une revue de 2018 en dénombre encore plus. La plupart des synthèses connues ne sont pas énantiosélectives et produisent donc un mélange racémique de R(-) et de S(+)-MDMA, mais plusieurs synthèses asymétriques ont néanmoins été décrites. Un grand nombre de publications des services de police scientifique de plusieurs pays s'intéressent à l'analyse des impuretés présentes dans des échantillons saisis pour tenter de déterminer, via les intermédiaires retrouvés à l'état de traces, les techniques de synthèse employées par les fabricants clandestins,,,,.
L'un des principaux précurseurs de la MDMA est le safrole, composant majoritaire de l'huile essentielle extraite de l'écorce des racines de sassafras. C'est un choix commode puisque le sassafras est un végétal relativement courant dans certaines régions du monde (Amérique du Nord et Asie du Sud-Est) et que le safrole possède à la fois le système bicyclique et une grande partie de la chaîne latérale de la molécule cible. La synthèse se limite alors à introduire l'atome d'azote et son substituant méthyle. Dans la synthèse historique de Köllish patentée par Merck, ces opérations sont réalisées en deux étapes : hydrobromation par l'acide bromhydrique de la double liaison éthylénique du safrole, puis substitution de l'atome de brome par la méthylamine.
Comme l'indique le schéma suivant, une variation de l'amine employée à la deuxième étape permet d'obtenir la MDA ou la MDEA à la place de la MDMA :
À partir du safrole, un autre procédé débute par une oxydation de Wacker de la double liaison éthylénique catalysée par le chlorure de palladium (cette réaction peut être précédée d'une isomérisation du safrole en isosafrole sous l'effet d'une base forte). L'intermédiaire obtenu, la 3,4-méthylènedioxyphénylpropan-2-one (en) (MDP2P), est ensuite convertie en MDMA par amination réductrice à l'aide de méthylamine et de cyanoborohydrure de sodium ou en utilisant comme réducteur un amalgame d'aluminium (Al/Hg) :
La MDP2P, aussi connue sous le nom de pipéronylacétone ou encore PMK (de l'anglais piperonyl methyl ketone), est un précurseur direct de la MDMA et l'un des intermédiaires le plus souvent retrouvés lors de l'analyse des produits saisis. On peut en effet l'obtenir à partir de deux autres précurseurs :
- l'isosafrole, par époxydation à l'aide d'un peracide suivie de l'ouverture de l'époxyde et d'une élimination en milieu acide[31] ;
- le pipéronal, par une réaction de Henry avec le nitroéthane suivie d'une réduction partielle par le mélange fer/acide acétique en solution dans le méthanol[30] :

À partir du pipéronal, une autre synthèse consiste à passer par la MDA obtenue par réduction complète (LiAlH4) du nitrostyrène issu de la réaction de Henry avec le nitroéthane. La MDA est ensuite convertie en carbamate ou en formamide dont la réduction par LiAlH4 donne la MDMA.
Une synthèse récente a la particularité d'éviter le recours aux précurseurs habituellement contrôlés ou surveillés par les services antidrogue. Mise au point en 2022, c'est une synthèse linéaire en quatre étapes qui démarre du 5-bromo-1,3-benzodioxole et fournit un produit de qualité pharmacologique (pureté > 99,4 % en HPLC et conforme aux exigences de la Food and Drugs Administration) avec un rendement global de 41,8 % à 54,6 %.

## Pharmacologie
La MDMA est un psychostimulant. Elle agit en entraînant dans le cerveau une libération plus importante qu'à l'accoutumée de certains neurotransmetteurs : la sérotonine, la dopamine et la noradrénaline. Les qualités entactogènes de la MDMA peuvent être liées à la sécrétion indirecte d'ocytocine via l'activation massive du système sérotoninergique. L'ocytocine est une hormone peptidique libérée lors de moments particuliers en lien avec l'affect comme la naissance, l'orgasme, la reconnaissance sociale ou l'empathie.
Une dose orale typique de MDMA est généralement comprise entre 60 et 150 mg. À des doses supérieures à 200 mg, elle peut avoir un effet hallucinogène. Les doses sont cependant susceptibles de changer selon le mode de consommation. La relation entre la dose de MDMA prise et la concentration induite dans le plasma est complexe. En fait, il semble que la molécule inhibe l'enzyme du foie responsable de sa propre métabolisation (le CYP2D6). De ce fait, une faible augmentation de la dose ingérée peut amener une importante augmentation du taux sanguin.

## Usage médical
Ces propriétés biologiques, rares chez les substances psychédéliques, l'indiquent pour le traitement en thérapie assistée du trouble de stress post-traumatique (comme après un attentat ou un viol).
Cependant, son utilisation à des fins thérapeutiques est rapidement interrompue à la suite de sa prohibition pour être ensuite reprise au début des années 2000 (étude autorisée en 2001 par la Food and Drug Administration (FDA)) mais aussi des protocoles expérimentaux en Suisse et en Espagne dans le traitement du stress post-traumatique et autres applications en psychiatrie. Selon certains auteurs, la MDMA pourrait avoir une utilité dans le traitement des stress post-traumatiques,.
Actuellement[Quand ?], aucun médicament contenant de la MDMA n'est autorisé et/ou commercialisé[réf. nécessaire].

## Usage récréatif

Dans une enquête de 2011 auprès de 292 experts cliniques en Écosse, la MDMA a été classée 13e pour le préjudice personnel et 16e pour le préjudice causé à la société, sur 19 drogues récréatives courantes (voir aussi à ce sujet : Classification des psychotropes).

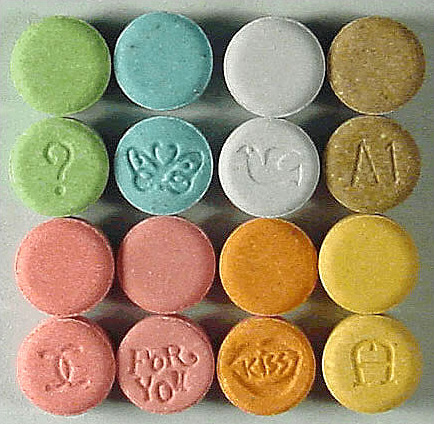
Comprimés d'ecstasy.

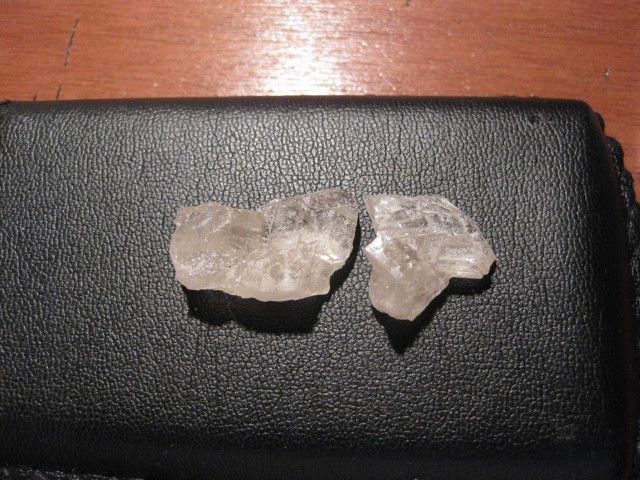
MDMA sous forme cristalline.

On peut trouver la MDMA sous forme de cristaux ; sa pureté dépend de la volonté et du savoir-faire du chimiste, la couleur des cristaux peut varier du blanc au brun en passant par le rose.
Elle est également disponible sous forme de poudre ou en comprimé de couleur, de forme et de taille variables, souvent orné d'un motif. Il est courant que le nom du motif serve à nommer l'ecstasy. On la trouve aussi en gélule.

### Effets et conséquences
Les effets apparaissent entre une demi-heure et une heure et demie après l'ingestion et se poursuivent de trois à six heures selon la dose.
Effets sur la grossesse : la MDMA traverse la barrière placentaire. Bien qu'en mai 2004, le Centre régional de pharmacovigilance de Lyon ait publié un article du docteur S. Courtin établissant qu’aucune étude ne démontrait de façon catégorique un lien direct entre la consommation d'ecstasy au cours d'une grossesse et de quelconques malformations fœtales, ce même article mettait cependant en lumière de forts soupçons d’un lien entre des malformations cardiaque et osseuse et l’exposition des fœtus à de la MDMA. Puis, en 2005, une expérimentation scientifique menée par Sylvie Chalon et al. conclu que « Chez la femelle du rat gestante, la consommation d’ecstasy entraîne des conséquences à long terme sur le développement cérébral de sa progéniture. »,

#### Effets recherchés
- Désinhibition, forte confiance en soi[34].
- Sensation d'énergie et de forme (plus de performances physiques)[34].
- Coupe-faim (anorexigène)[34].
- Altération de la perception du temps (impression d'accélération).
- Fort sentiment de bien-être, puissante euphorie, sensation de bonheur intense, impression de tolérance, de paix intérieure et d'amour universel[34].
- Sensation d'empathie[34] d'où sa qualification d'empathogène.
- Entraîne et facilite le contact (psychique et physique), d'où sa qualification d'entactogène.
- Exacerbation des sens, notamment proprioceptif (danse), tactile (toucher), et musical (ouïe)[34].
- Sensation paradoxale de stimulation et de relaxation simultanées.

On l'appelle aussi « pilule d'amour », car elle provoque dans la majeure partie des cas un sentiment de tolérance, d'amour universel et de paix intérieure. La MDMA peut augmenter la sensation de désir pour quelqu'un mais n'augmente pas les performances sexuelles.

#### Effets à court terme
- Lors d'une prise importante, il peut y avoir une sensation de vertige, entraînant une chute,
- Augmentation de la tension artérielle[34],
- Augmentation de la fréquence cardiaque (tachycardie) voire troubles du rythme cardiaque (arythmie)[34],
- Forte contraction des mâchoires (risque réel de se casser les dents) (trismus)[46],
- Dilatation des pupilles (mydriase),
- Hyperthermie (bouche sèche ou « pâteuse », peau moite) voire déshydratation[34],
- Crampes musculaires,
- Sédation, légère anesthésie,
- Sensation de force décuplée,
- Hallucinations visuelles et auditives (surdose),
- Désorientation,
- Crise d'épilepsie[47],
- Syndrome sérotoninergique d'autant plus si prise concomitante d'autres substances psychoactives, de médicaments tels que des antidépresseurs, anti-parkinsoniens ou tout autre actif sur l’inhibition de la recapture de la sérotonine.

La déplétion en sérotonine peut induire un état de dépression (en argot la « ramasse », la « descente » ou la « phase ») chez certains utilisateurs lors de l'abolition des effets stimulants.
Les opiacés et les opioïdes (comme l'héroïne ou la morphine) sont alors utilisés parfois pour amoindrir cette phase d'épuisement (« descente »). Il est alors question de polyconsommation.
La pratique montre qu'un espacement des prises permet de prévenir l'apparition de ces symptômes.

#### Effets à long terme
En cas d'usage régulier : amaigrissement, perte de cheveux, affaiblissement, irritabilité, insomnie, anxiété, jaunisse, dépendance. La dépendance psychologique est très forte, alors que la dépendance physique est généralement décrite comme nulle. Toutefois, en cas d'arrêt brutal après une utilisation régulière quotidienne, des témoignages parlent de symptômes de manque prononcés tels que dérèglement de la régulation thermique du corps, vertiges, agitation, angoisses, insomnies avec des cauchemars en état de semi-conscience, ou encore de violentes décharges électriques dans tout le corps.[réf. nécessaire]
Elle peut aussi être toxique pour le foie, allant parfois jusqu’à la cirrhose. Elle peut provoquer des anomalies des valves cardiaques (insuffisance tricuspidienne).
Il existe un effet retour ou flash back récurrent qui peut replacer l'utilisateur dans l'état généré par la consommation de la substance psychotrope sans en consommer, et ce plusieurs mois après la dernière prise.
Une prise même unique de MDMA peut déclencher durablement des troubles de la personnalité, dépressions, psychoses, paranoïa, une schizophrénie, ou encore un « syndrome post-hallucinatoire persistant » (angoisses, phobies, état confusionnel, dépression voire bouffées délirantes aiguës).
Certains travaux scientifiques tendent à mettre en évidence une possible dégénérescence des cellules nerveuses pouvant entraîner des maladies dégénératives (troubles de la mémorisation à long terme type maladie d'Alzheimer).
Éruptions cutanées (usage abusif et à long terme).
Chez des singes, sept ans après l'arrêt de l'utilisation d'ecstasy (5 mg/kg d'ecstasy utilisé deux fois par jour pendant quatre jours), le taux de sérotonine du cerveau n'est pas retourné à la normale,,. Les usagers confrontés à de telles doses sur une période de plusieurs jours sont généralement les usagers réguliers, pendant des festivals ; l'usage festif se réduit le plus souvent à une ou plusieurs prises de 1,5 mg/kg pour une soirée (comprimé de 240 mg), avec une pause avant reprise (plusieurs semaines).

#### Décès imputés à la consommation d'ecstasy
Les cas de décès imputés à l'ecstasy sont dus à :
- un coup de chaleur et une déshydratation[46] ;
- une hémorragie interne (par toxicité vasculaire : vascularite) même avec un seul comprimé ;
- un dosage trop élevé (overdose) ;
- un mélange avec d'autres substances aggravantes (problèmes d'hypertension en mélangeant ecstasy et IMAO ; overdose en mélangeant ecstasy et amphétamines, troubles cardiaques en mélangeant ecstasy et boissons stimulantes, tabac, Viagra) ;
- un état de santé incompatible avec la prise d'ecstasy (antécédent de problèmes cardiaques, hypertension, insuffisance rénale, insuffisance respiratoire, diabète) ;
- une hyponatrémie (l'utilisateur panique à l'idée d'être en hyperthermie et absorbe de l'eau au point d'en décéder).

La consommation d'ecstasy est particulièrement dangereuse en cas de troubles du rythme cardiaque, d'asthme, d'épilepsie, de diabète, de problèmes rénaux et d'asthénie.
Cependant, le risque de mort lié à la consommation d'ecstasy est faible comparé à d'autres drogues[Lesquelles ?]. En 2020 en France, l'enquête DRAMES (Décès en Relation avec l’Abus de Médicaments Et de Substances) enregistre vingt-huit décès liés à la consommation d'amphétamines avec une forte prédominance de MDMA, un chiffre stable par rapport à l'année 2019 (vingt-neuf décès),,.

#### MDMA et conduite
Des études sur simulateur de conduite montrent que la MDMA n'affecte pas les performances des conducteurs en termes de maîtrise de leur véhicule.[réf. nécessaire] L'ecstasy peut provoquer un nystagmus involontaire et imprévisible, ce qui la rend incompatible avec l'utilisation de machines à risque (véhicule par exemple). De plus, la MDMA modifie leur perception des risques encourus, ce qui rend leur conduite dangereuse. À long terme, on observe également une conduite plus risquée en moyenne chez d'anciens usagers réguliers de MDMA.

#### Différence sexuelle
En moyenne, les femmes semblent être plus sensibles aux effets subjectifs de la MDMA, ainsi qu'aux altérations de la perception. Les femmes sont aussi plus sensibles aux altérations négatives de l'humeur dans la semaine après la prise.

### Réalité du terrain[pasclair]
La dose connue (des autorités) de principe actif (MDMA) contenu dans un comprimé varie de 0 à 600 mg.
Les analyses des comprimés vendus sous le nom d'ecstasy montrent qu'un tel comprimé peut contenir :
- de la MDMA ou des molécules similaires : MDA (3,4 méthylène-dioxy-amphétamine), MDEA (3,4 méthylène-dioxy-éthylamphétamine), MBDB (2-méthylamino-1-(3,4-méthylènedioxyphényl)butane) ;
- des molécules proches : méthylone, éthylone, butylone ;
- des molécules voisines : 2C-B (4-bromo-2,5-diméthoxyphénethylamine), DOM (2,5-diméthoxy-4-méthylamphétamine), DOB (2,5-diméthoxy-4-bromoamphétamine), PMA (paraméthoxyamphétamine), PMMA (para-méthoxyméthamphétamine), méphédrone (4-méthyléphédrone), 4-fluoroamphétamine, amphétamine, méthamphétamine ;
- des médicaments divers : caféine, sédatifs, hormones, antipaludéens, corticoïdes, barbituriques, etc. ;
- des substances diverses : craie, talc, lessive, pierre d'alun, etc.

Et la liste est loin d'être exhaustive, certains de ces produits sont au mieux sans effets, procurent des sensations désagréables (vomissements, nausées…) ou pour certains, mettent la santé et parfois la vie du consommateur en danger.
Selon une étude publiée en 2004 au Québec et effectuée d'après les échantillons des saisies, 35 % des pilules vendues sous le nom d'ecstasy contiennent de deux à sept substances différentes.
Face à la réalité de ce que contiennent les comprimés vendus sous le nom d'ecstasy et en l'absence de contrôle sanitaire sur le produit, les associations de réduction des risques ont mis en place des stands dits de testing (contrôle rapide des produits) où l'utilisateur peut venir tester son comprimé.
Ce test ne permet de connaître ni la pureté, ni le dosage, ni les proportions de MDMA dans le comprimé mais il permet de mettre en évidence la présence de molécules proches ou d'amphétamines.
Ces tests sont pratiqués à l'aide du réactif de Marquis (mélange à base de formol et d'acide sulfurique).
En Suisse, des associations analysent gratuitement et anonymement les comprimés en laboratoire par spectrométrie de masse ou sur le terrain par spectroscopie proche infrarouge ; ils se déplacent en effet même dans des festivals ou événements de musique électronique et à la Street Parade. Un entretien individuel de prévention est effectué lors du dépôt ou de l'analyse du comprimé.

### Ecstasy et société
Drogue générationnelle, l'ecstasy a marqué son époque. Ainsi, dans le cinéma, la musique et la littérature :
- Ecstasy, roman de Murakami Ryû (1993) ;
- Human Traffic (1999), film de Justin Kerrigan, Pays de Galles ;
- Nouvelles sous ecstasy (1999), recueil de nouvelles de Frédéric Beigbeder ;
- Requiem for a Dream (2001), film de Darren Aronofsky ;
- Layer Cake (2004), film de Matthew Vaughn, avec Daniel Craig, Tom Hardy, Jamie Foreman ;
- Serotonin (2010), chanson éponyme de l'album de Mystery Jets ;
- Projet X (2012), film de Nima Nourizadeh, avec Thomas Mann, Oliver Cooper, Jonathan Daniel Brown ;
- Le Loup de Wall Street (2013), film de Martin Scorsese, avec Leonardo DiCaprio, Margot Robbie, Jonah Hill ;
- Extasy (2018), chanson du rappeur Zola ;
- How to Sell Drugs Online (Fast), série allemande (2019) diffusée sur Netflix ;
- Xeu, album du rappeur Vald, dont le titre est une autre dénomination de la MDMA.

L'ecstasy est habituellement associé aux raves ou free parties et les musiques électroniques mettant l'accent sur une structure musicale dite psychédélique (présence de montées, c'est-à-dire intensification progressive d'un motif musical répétitif, pouvant mettre l'auditeur en transe).

#### Sensibilisation
En raison de la banalisation de la consommation d'ecstasy dans les concerts et de la multiplication des accidents, plusieurs artistes mondialement reconnus, tels que Steve Aoki, A-Trak, Kaskade ou encore Apl.de.ap, ont publié une vidéo disponible sur YouTube, « Ecstasy PSA », où ils donnent des conseils de sécurité pour rendre la consommation moins dangereuse (ne pas mélanger à d'autres produits tels que la caféine ou encore l'alcool, bien s'hydrater, demander de l'aide si l'effet devient potentiellement dangereux, connaître et avoir confiance dans le dealer fournissant l'ecstasy). Par la même occasion, ils mettent en garde les consommateurs sur les risques liés à la consommation d'ecstasy et les incitent également à la réduire, voire à y mettre un terme (risque de causer des pathologies cardiaques graves, des dégâts cérébraux, ou encore la mort).

## Production et trafic
D'après l'Organe international de contrôle des stupéfiants dans son rapport du 1er mars 2006, 80 % de la MDMA consommée dans le monde provient de laboratoires clandestins européens et l'Europe compte à elle seule pour un tiers de la consommation mondiale. Comme pour la plupart des « drogues de synthèse », la production s'effectue près des lieux de consommation grâce à la mise en œuvre de laboratoires clandestins mobiles.
Le produit transite par différentes filières pour rejoindre l'Afrique du Sud, l'Asie, les Amériques et l'Océanie.
L'Amérique centrale et les Caraïbes servent de pays de transit entre l'Europe et les États-Unis.